# Kunzea ericoides
Kunzea ericoides là một loài thực vật có hoa trong Họ Đào kim nương. Loài này được (A.Rich.) Joy Thomps. mô tả khoa học đầu tiên năm 1983.

## Hình ảnh

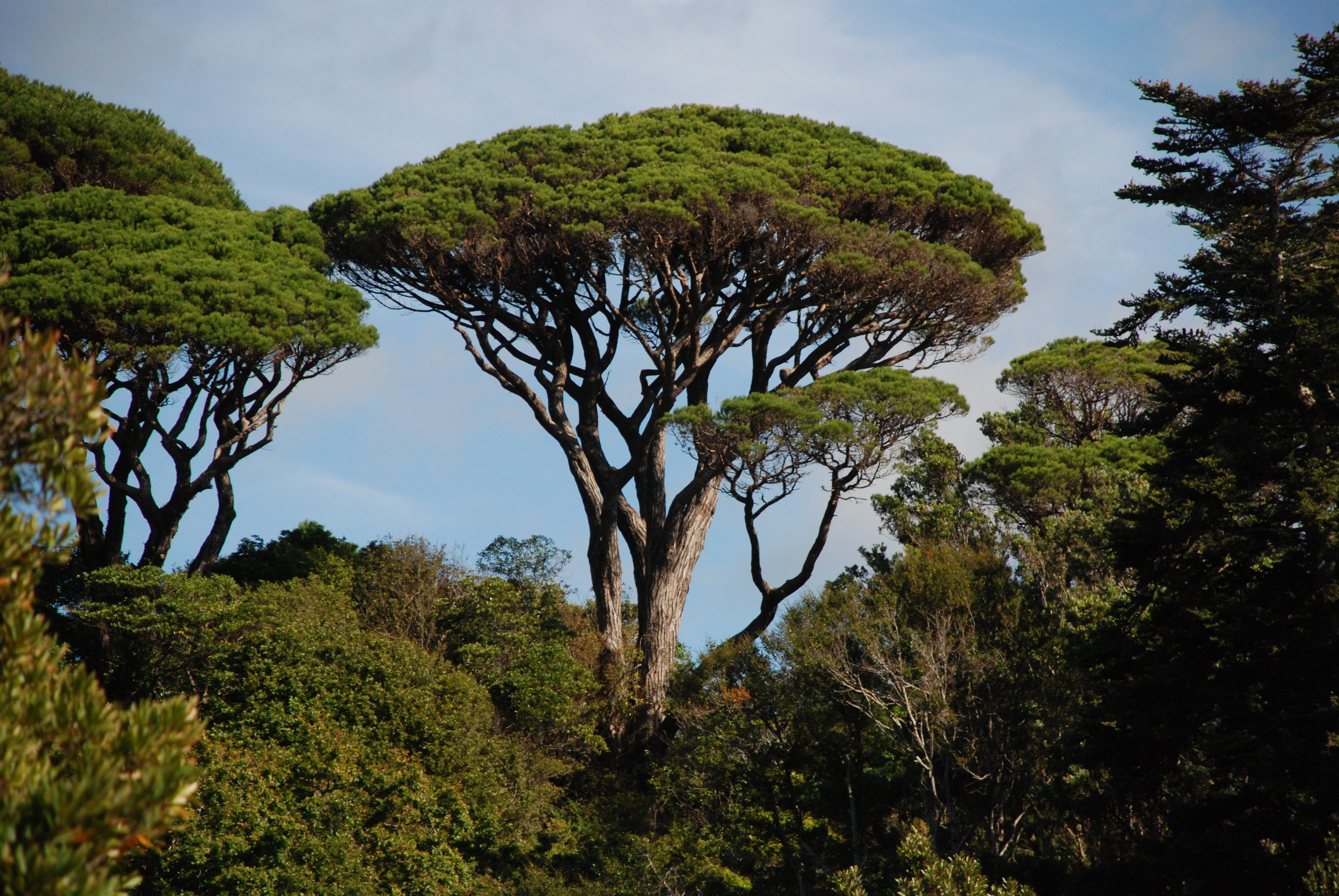
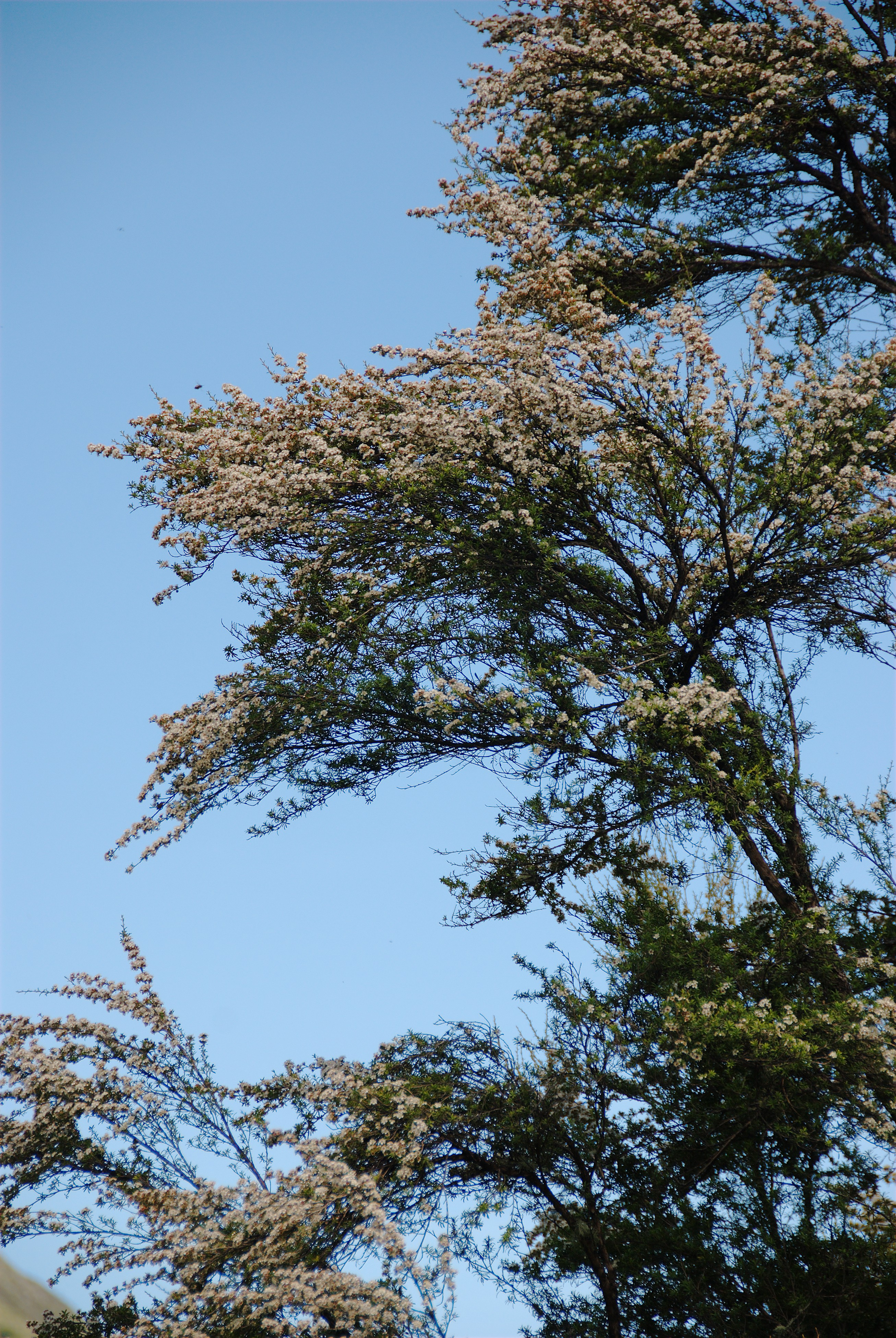
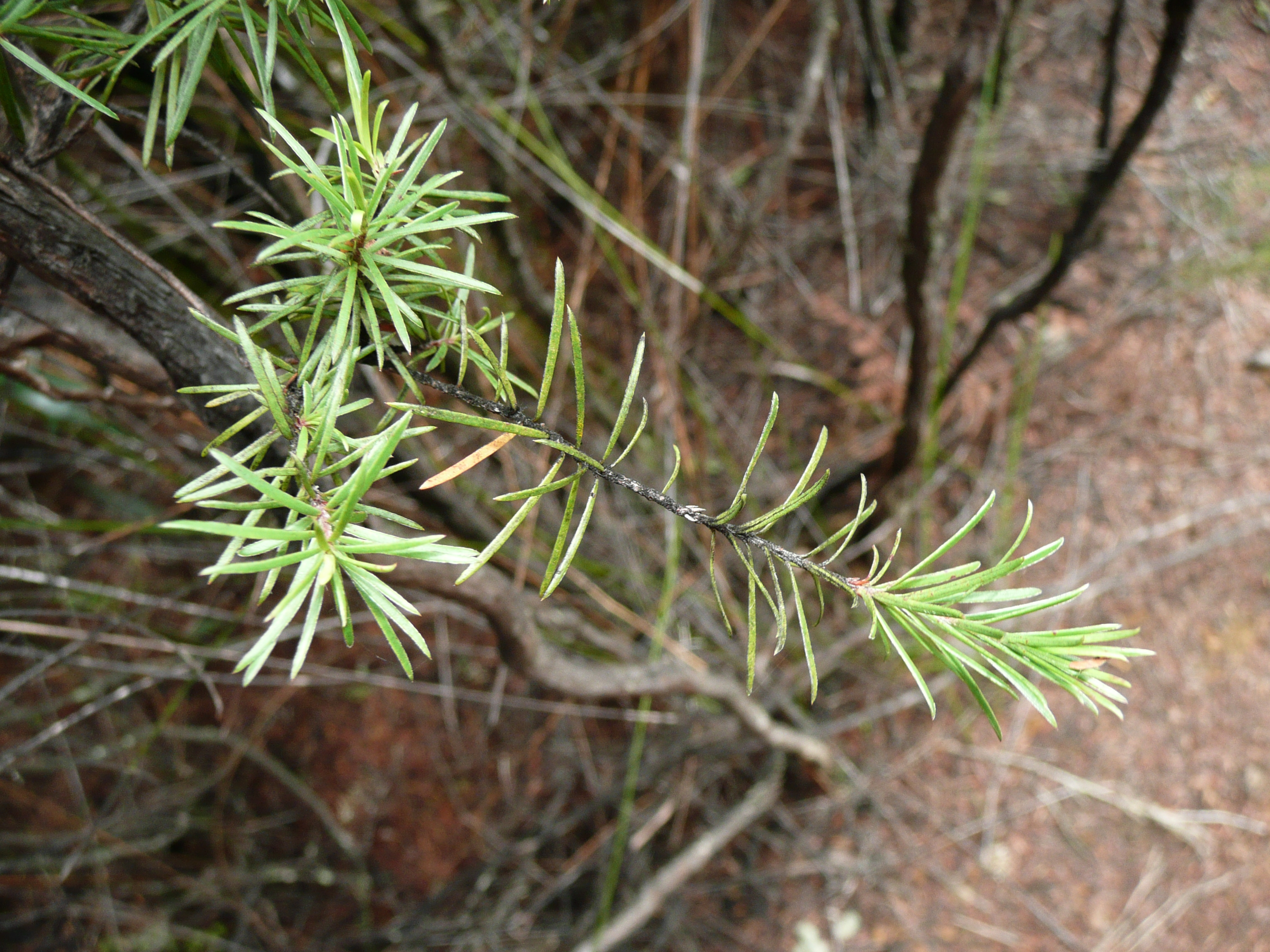
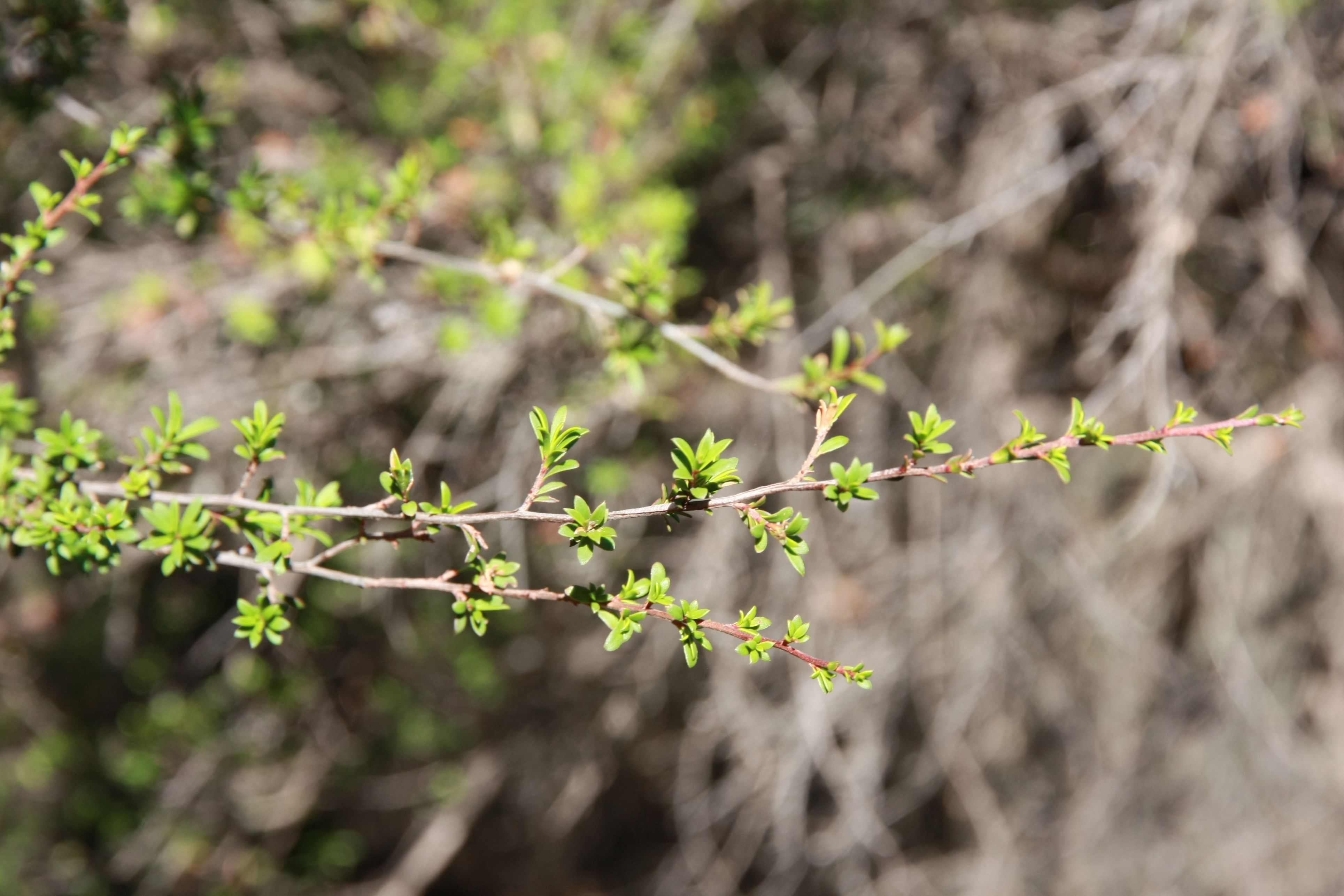